# Berlinisches Magazin
Berlinisches Magazin (abreviado Berlin. Mag.) es un libro con ilustraciones y descripciones botánicas que fue editado en Alemania donde se publicaron 4 números desde el año 1765 hasta 1769 con el nombre de Berlinisches Magazin, oder Gesammlete Schriften und Nachrichten für die Liebhaber der Arzneywissenshaft, Naturgeschichte und der angenehmen Wissenschaften überhaupt.